# Первороссияне
«Первороссия́не» — советский художественный цветной фильм, снятый в 1967 году режиссёрами Александром Ивановым и Евгением Шифферсом по поэме Ольги Берггольц «Первороссийск». Фильм рассказывает о рабочих Невской заставы Петрограда, приехавших в 1918 году на Алтай строить первую земледельческую коммуну. Картина снималась к 50-летию Октябрьской революции.

## Сюжет
Фильм состоит из 8 глав, связанных между собой единым повествованием. Картина начинается с похорон революционеров и речи Ленина (Владимир Честноков), напутствующего добровольцев отправляться в дальние места страны и создавать там коммуны. Под председательством Василия Гремякина (Владимир Заманский) группа большевиков Петрограда отправляется на Алтай создавать земледельческую коммуну. По прибытии на место их встречает атаман Шураков (Юлиан Панич), он советует коммунарам уехать отсюда, ибо казаки не дадут им житья. Председатель принимает решение остаться, чтобы установить в здешних местах Советскую власть. 
Небольшой лагерь коммунаров растёт, они обустраиваются и заводят семьи, вспахивают и засевают поля. К коммуне присоединяются местные жители, что сильно обеспокоило казаков. Атаман собирает войско и разгоняет коммуну, сжигает дома и поля. Коммунары вынуждены разойтись по близлежащим деревням, но они не сломлены и готовы защищаться дальше. Шураков получает благословление от старейшин на убийство большевиков. Ефимия (Наталья Климова) пытается предупредить коммунаров об опасности, но её убивает атаман. Феодосий (Иван Краско), один из старейшин, только после смерти дочери осознаёт, какое злодеяние он совершил, благословив на смертоубийство.

## В главных ролях
- Владимир Честноков — Владимир Ленин (Ульянов)
- Владимир Заманский — Василий Гремякин, председатель добровольческого отряда/земледельческой коммуны, член ВКП(б)
- Лариса Данилина — Люба Гремякина

## В ролях
- Геннадий Нилов — Мирон Клинкович
- Инна Кондратьева — тётя Катя
- Юлиан Панич — атаман Шураков
- Иван Краско — Феодосий
- Наталья Климова — Ефимия
- Михаил Щеглов — настройщик
- Владимир Смирнов — Алёша

## Производство
Литературный сценарий был задуман О. Ф. Берггольц ещё до начала Великой Отечественной войны. Работала она над сценарием долго, записав его вчерне в конце 1950-х годов. Ещё два года над сценарием трудился кинорежиссёр А. Г. Иванов, пытаясь из традиционно-реалистического сценария сделать что-то новое. Уже подумывая отказаться от сценария, Иванов встретил театрального режиссёра Е. Л. Шифферса, который предложил превратить фильм в трагическую кинопоэму. Вместе с художником М. С. Щегловым Шифферс переработал сценарий. В их интерпретации фабула и диалоги были сокращены до минимума, фильм был разделён на главы, каждой из которых соответствовал свой цвет. Уже в режиссёрском сценарии они особое значение отводили музыке, ритму, стихам, введённым в фильм, а также повторениям композиций. Как отметил киновед П. А. Багров в статье о фильме, «литературный сценарий [Берггольц] <...> был бесконечно далёк от фильма» и «картина, естественно, ей не понравилась».
Первоначально постановка фильма была поручена Г. М. Козинцеву. Впоследствии киностудия «Ленфильм» пригласила для участия в съёмках Иванова. Не желая снимать ещё одну «Поднятую целину», Александр Гаврилович фактически передал руководство над картиной Шифферсу, но принимал активное участие в её создании. Во время съёмок Иванов вёл дневник работы над фильмом, опубликованный Багровым в «Киноведческих записках» в 2009 году.
По воспоминаниям киноведа Я. Л. Бутовского, присутствовавшего на съёмках, Шифферс командовал так, что все работали «быстро и точно», а сам он работал «безукоризненно точно». На съёмках одной из сцен Бутовского поразило, что Шифферс «абсолютно точно, почти без поправок компоновал кадр и мизансцену».